# Меликова, Рахиля
Рахиля Меликова (в девичестве — Мустафаева) азерб. Rəhila Məlikova, qızlıq soyadı — Mustafayeva; 20 июня 1923 — 1996) — советская и азербайджанская актриса театра и кино, исполнитель мугама.

## Биография
Родилась 20 июня 1923 года. В 1943 году была принята в труппу Азербайджанского государственного театра юного зрителя. Проработала там до 1978 года.
В 1945 году снялась в роли Асьи в фильме Аршин мал алан. В 1981 году снялась в фильме Аккорды долгой жизни.
Часто выступала с концертами.
Скончалась в 1996 году.

## Личная жизнь
В конце 1940-х годов вышла замуж за родного брата известной азербайджанской актрисы Наджибы Меликовой. С подачи Рахили Наджиба Меликова начала сниматься в кино.